# 스콧 댄
스콧 댄(영어: Scott Dann, 1987년 2월 14일 리버풀 ~ )은 잉글랜드의 축구 선수이며 현재 EFL 챔피언십 소속팀인 레딩에서 활약하고 있다.